# Distretto di Tizi Gheniff
Il distretto di Tizi Gheniff è un distretto della provincia di Tizi Ouzou, in Algeria.

## Comuni
Il distretto di Tizi Gheniff comprende 2 comuni:
- Tizi Gheniff
- M'Kira